# M. Joss & Löwenstein

Fabrik von M. Joss & Löwenstein in Prag (vor 1900)

M. Joss & Löwenstein war ein böhmischer Wäschehersteller, mit Fabriken in Prag, Klattau und Neuern.

## Geschichte
Mit der Entwicklung der industriellen Bekleidungsindustrie ab Mitte des 19. Jahrhunderts entstanden in den 1860er Jahren in England und Frankreich Unternehmen, die Wäsche für den allgemeinen Verkauf erzeugten. Im damaligen Österreich begann Marcus Joss im Jahre 1870 in einem Zimmer am Wenzelsplatz in Prag mit zwei Nähmaschinen und mit einer Schere zum Zuschneiden, unterstützt von zehn Hilfsarbeitern. Die erzeugten Waren fanden Absatz und die wachsenden Bestellungen machten bald eine Verlegung und Erweiterung der Geschäftslokalitäten notwendig. Der Betrieb wurde in der Jungmannstraße der Königlichen Weinberge fortgesetzt und hatte nach neun Jahren seines Bestehens eine solche Ausdehnung erreicht, dass Marcus Joss nicht mehr die Geschäftsleitung alleine führen konnte. Simon Löwenstein trat als Mitinhaber in die Firma ein.
In dieser Zeit begann der Absatz der Erzeugnisse ins Ausland. Das Unternehmen wuchs beständig und nach weiteren acht Jahren bezog die Firma M. Joss & Löwenstein ein eigenes Fabriksgebäude in Prag-Bubna, das einen Flächeninhalt von 2400 Quadratklaftern umfasste. Dampf und Elektrizität wurden zur Wäschefabrikation verwendet.
Trotz der maschinellen Hilfskräfte war die menschliche Arbeitskraft nach wie vor notwendig, neun Zehntel der Arbeitskräfte waren weiblich. Bei der Ausbildung der weiblichen Arbeitskräften unterstützten die Ehefrauen der Inhaber, solange bis eine Anzahl von Vorsteherinnen ausgebildet waren.
1898 unterstützt von drei Prokuristen und von einem Stabe langjähriger Angestellter, richteten die Inhaber ihre Aufmerksamkeit auf die Erschließung weiterer Absatzgebiete. Im Inland wurde die Löwenmarke, die Handelsmarke des Hauses, bekannt, sowie in Skandinavien und in Italien, Deutschland, England, Holland, Frankreich, Russland, die Staaten der Balkanhalbinsel, sowie Spanien und Portugal zählten zu den europäischen Absatzgebieten der Firma. Aber auch nach Afrika importierte die Löwenmarke, sowohl in das nördliche Ägypten wie nach Kapstadt. Ebenso hatte Brasilien mit den anderen südamerikanischen Staaten seine Zollschranken der Löwenmarke zu einem bedeutenden Import geöffnet, wie sie auch in die Nordamerika trotz der hohen Schutzzölle dauernden Eingang gefunden hatte.
Die Firma erhielt Auszeichnungen auf der Weltausstellung 1873 in Wien, Sydney 1879, Melbourne 1880, der Prager Jubiläumsausstellung 1891 und der Weltausstellung 1893 in Chicago. Für ihre Verdienste und auf Grund der hohen Qualität der Erzeugnisse wurden die Inhaber zu k.u.k. Hoflieferanten ernannt.

## Herstellungsprozess
Um 1900 bestand das Fabriksgelände von einem Rohwarenmagazin, in dem die zu verarbeitenden Stoffe aus Leinen und Baumwolle aller Art, im Ausmaße von zwei Millionen Meter aufgestapelt waren. Die Herstellung selber begann mit dem Zuschneiden des Wäschestücks. Dies wurde entweder per Hand oder mit Hilfe von Maschinen und eigens hergestellten Schablonen ausgeübt. Das geschnittene Stück wurde dann mit der Handdruckerei mit waschechter Bezeichnung versehen und gelangte so in die Nähsäle. Von jüngeren Mitarbeiterinnen wurde es zur Behandlung mit der Nähmaschine vorgearbeitet und dann von den Näherinnen innen und außen mit den zur Haltbarkeit des Stückes nötigen Nähten versehen. Die zu Hunderten in großen, hellen Sälen aufgestellten Nähmaschinen wurden durch Transmissionsantrieb bewegt. Die Maschine lief durch Dampfkraft und ersparte so der Näherin das Treten des Schwungbrettes. War das Wäschestück genäht, so gelangte es zu den kontrollierenden Direktorinnen. Von hier ging es zur Einstecherei, einer Abteilung, in der das Wäschestück für die maschinelle Knopflochnäherei vorgearbeitet wurde. Somit wurde es mit den Knopflöchern, teils per Hand oder per Maschine, versehen und damit waschfertig. Waschen und Stärken geschah mittels zentrifugal wirkender Maschinen, in denen das Wäschestück durch Reibung entweder mit Wasser gereinigt oder mit Stärke appretiert wurde. Die dabei sich entwickelnden Heißwasserdämpfe wurden durch Ventilatoren abgezogen, um die Gesundheit der Arbeiter zu schonen und den Blick auf die Arbeit und Maschinen zu erleichtern. Diese Ventilatoren waren in allen größeren Sälen der Fabrik angelegt. Diese waren vor allem für die Arbeiterinnen in dem Plättsaal wichtig. Das mit Stärke appretierte Wäschestück wurde durch Eisen geplättet. Die Erhitzung des Eisens geschah seit Anfang der 1890er Jahre aus sanitären Gründen durch Luftgasflammen. Mit dem Plätten war der Herstellungsprozess beendet.

## Fabriken

Fabrik in Neuern (vor 1900)

Fabrik in Klattau (vor 1900)

1898 bestanden die Anlagen aus zwei Dampfmaschinen (System Hartung-Radanovits) mit zusammen 300 PS. Die Arbeitssäle wurden elektrisch beleuchtet, der Strom wurde durch drei Dynamomaschinen erzeugt. Zu den verschiedenen Manipulationen wurden 360 Hilfsmaschinen verwendet. bei denen in der Prager Fabrik 1050 Personen beschäftigt waren. Außerdem bestand nach dem System der Prager Fabrik Filialfabriken in Klattau und Neuern in kleinerem Umfang, in denen insgesamt 520 Personen tätig waren. Die Zahl der außerhalb der Fabriken tätigen Mitarbeiter betrug etwa 300 Personen.

## Soziales
Das Unternehmen kümmerte sich um die sozialen Belange der Belegschaft. Die Fabriksinhaber errichteten für die Arbeitnehmer eine eigene Betriebskrankenkasse, die bereits vor der gesetzlich, obligaten Einführung bestand. Für Kranke, für die laut dem damaligen Statut nach 20 Wochen Krankheitsdauer keine Unterstützung mehr zu leisten war, wurde von der Firma ein hierzu gegründeter Fond eingerichtet, der weitere 20 Wochen Medikamente und Krankengeld gewährte. Dazu bestand eine Altersversicherung der Arbeiter, die 2 % des Verdienstes als Spareinlage zurücklegte. Den auf diese Weise Versicherten Arbeitern konnte die Firma die Mitgliedschaft bei der Böhmischen Sparkasse durchsetzen.